# Plourivo
Plourivo település Franciaországban, Côtes-d’Armor megyében. Lakosainak száma 2267 fő (2022. január 1.). Plourivo Kerfot, Paimpol, Quemper-Guézennec és Yvias községekkel határos.

## Népesség
A település népességének változása:
| Lakosok száma | 1869 | 1927 | 1932 | 2106 | 2224 | 2263 | 2275 | 2263 | 2262 | 2267 |
|               | 1968 | 1982 | 1990 | 2006 | 2013 | 2015 | 2017 | 2019 | 2020 | 2022 |